# Casa Tyrell

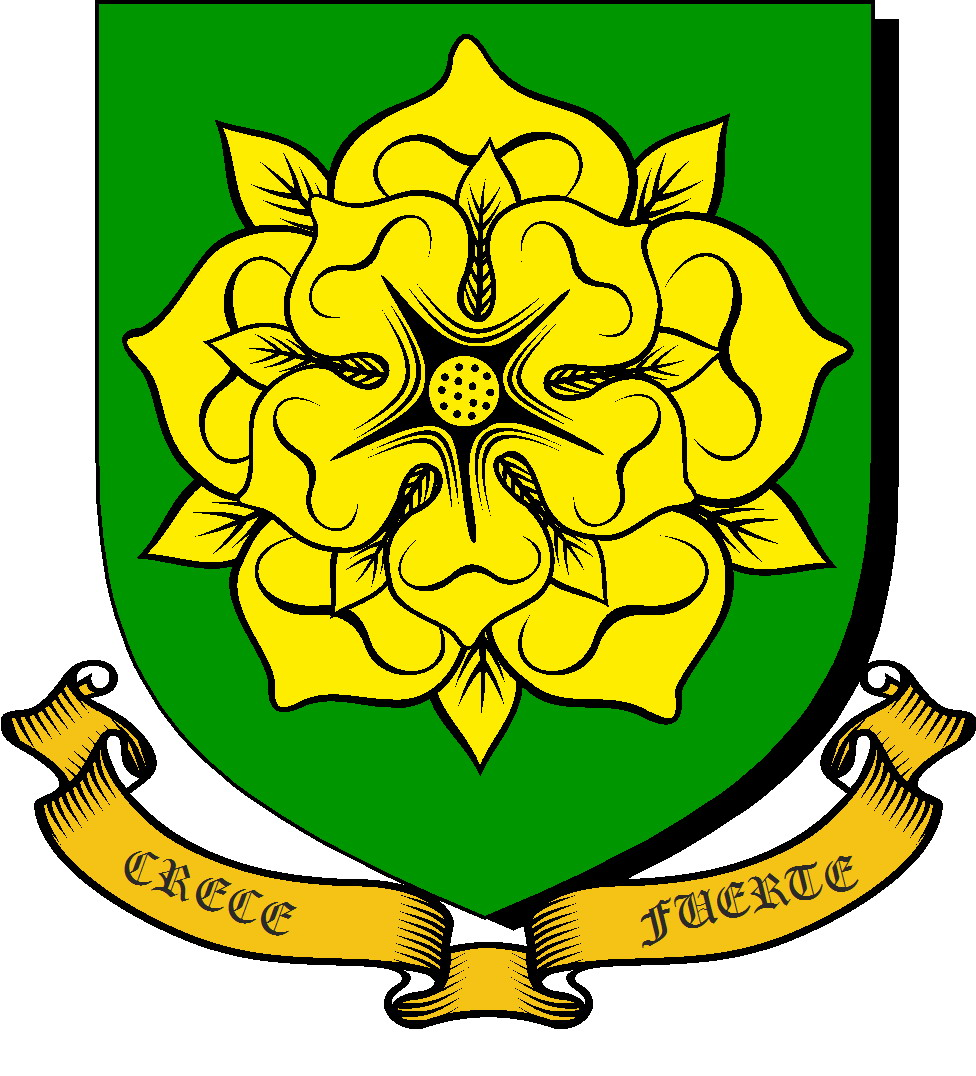
Crecer fuerte. Interpretación libre.

La casa Tyrell es una casa noble ficticia de la serie de novelas Canción de hielo y fuego del escritor estadounidense George R. R. Martin. Su emblema es una rosa de oro en campo sínople. Su lema es «Crecer fuerte».

## Heráldica
Su escudo es una rosa de oro sobre fondo sinople. También hay dos variaciones:
- La de Ser Garlan, que son dos flores para dar a entender que es segundo hijo.
- La de Ser Loras, que da a entender que es el tercero con tres flores.

## Historia
La Casa Tyrell nace con Ser Alester Tyrell, un caballero Ándalo que le fue otorgado el título de ser por el rey Gwayne V Gardener. Uno de sus hijos, llamado Gareth, era un aficionado erudito y mayordomo real de Altojardín, el bastión de los Gardener. La labor de Gareth fue tan prolífica, que los Gardener decidieron otorgarle el título de Gran Mayordomo y hacerlo hereditario. Los Tyrell lograrían restaurar la paz cuando se desató una guerra civil sucesoria en el Dominio; en recompensa, el rey Mern VI Gardener dio la mano de su hija en matrimonio a Ser Robert Tyrell, lo que permitiría a los Tyrell reclamar Altojardín y el señorío del Dominio siglos después.
Aegon el Conquistador desembarcó en Poniente, y el rey Mern IX Gardener decidió aliarse con el rey Loren Lannister de la Roca y plantar batalla a Aegon. En la Batalla del Campo de Fuego, el ejército Gardener-Lannister fue derrotado por los dragones de Aegon, y el propio rey Mern murió en batalla junto a todo su linaje. Harlen Tyrell, Mayordomo de Altojardín, decidió rendir la fortaleza ante Aegon y rendirle pleitesía. En recompensa, Aegon decidió otorgarle el señorío de Altojardín y del Dominio, además de nombrarle Guardián del Sur. Eso desataría las protestas de otras Casas como los Florent o los Peake, que reclamaban poseer mayores derechos que los Tyrell por tener una descendencia más directa de Garth Manoverde, el primero de los legendarios Reyes del Dominio.
Al estallar la Danza de los Dragones, Lord Lyonel Tyrell era solo un niño, y su madre, la Regente, decidió permanecer neutral en el conflicto, a diferencia de la otra Casa más poderosa del Dominio, la Casa Hightower, que decidió apoyar a Aegon II Targaryen. Durante el conflicto, muchos reclamaron arrebatarle el señorío de Altojardín a los Tyrell por mostrarse neutrales, a la vez que las Casas del Dominio se dividían en uno u otro bando. El propio Lord Lyonel Tyrell dirigió los ejércitos Targaryen en la invasión de Dorne del rey Daeron I Targaryen. Lord Lyonel fue nombrado gobernador de Lanza del Sol, pero este sería asesinado y Dorne se levantó en rebeldía.
Al estallar la Rebelión de Robert, los Tyrell permanecieron fieles al rey Aerys II Targaryen. Después de que Robert Baratheon asegurara la lealtad de sus propios señores vasallos de las Tierras de Tormentas, partió con sus ejércitos hacia el Dominio con la intención de asegurar la frontera occidental de su reino. Los ejércitos Tyrell partieron a su encuentro, y la vanguardia liderada por Lord Randyll Tarly venció a Robert en la Batalla de Vado Ceniza. Robert, aún con el grueso de su ejército intacto, huyó antes de que llegara el resto de las fuerzas Tyrell. Esto permitió a Lord Mace Tyrell iniciar el asedio de Bastión de Tormentas, la fortaleza ancestral de la Casa Baratheon. Lord Mace lideró el asedio por tierra y Lord Paxter Redwyne por mar; el asedio se prolongó durante casi todo el conflicto y solo se levantó cuando Eddard Stark pactó con los Tyrell después de la muerte del rey Aerys y la caída de Desembarco del Rey. Los Tyrell juraron lealtad a Robert y regresaron a Altojardín, a cambio de que sus títulos y tierras quedaran intactos.
Al estallar la Guerra de los Cinco Reyes, los Tyrell decidieron apoyar a Renly Baratheon, hermano menor del difunto Robert y que se oponía a su hermano Stannis Baratheon, con mayor derecho que él al trono. Renly se casó con Margaery Tyrell, la hija de Lord Mace, y nombró a este como su Mano del Rey. Renly y sus ejércitos partieron a enfrentarse con su hermano que asediaba Bastión de Tormentas, pero Renly fue asesinado en misteriosas circunstancias la mañana antes de la batalla. Tras la muerte de Renly, los Tyrell se negaron a jurar vasallaje a Stannis y regresaron a Altojardín junto a la mayoría de sus vasallos. Sin embargo, Lord Tywin Lannister forjó una alianza con los Tyrell y juntos derrotaron a Stannis en la Batalla del Aguasnegras. Como recompensa, el rey Joffrey Baratheon se comprometió con Margaery, otorgó a los Tyrell el bastión de Aguasclaras (fortaleza de la Casa Florent) e introdujo a Ser Loras Tyrell en la Guardia Real, además de introducir a señores vasallos de los Tyrell en su Consejo Privado.
Durante el banquete nupcial de Joffrey y Margaery, el rey es envenenado. Margaery es entonces comprometida con el nuevo rey, Tommen Baratheon, que apenas es un niño. La reina Cersei, celosa de la cada vez mayor influencia de los Tyrell en el reino, decide conspirar contra Margaery acusándola de adulterio y traición. Por otro lado, envía a Ser Loras a tomar Rocadragón, el cual queda gravemente herido. Pero todo se vuelve contra Cersei cuando ella misma es acusada de adulterio, incesto y traición y es arrestada. Lord Mace acude a Desembarco del Rey para asegurarse de que su hija es liberada y es nombrado nueva Mano del Rey de Tommen por el nuevo regente, Kevan Lannister.

## Miembros actuales

### Mace Tyrell
Lord Mace Tyrell es el Señor de Altojardín, Guardián del Sur, Defensor de las Marcas y Alto Mariscal del Dominio. Mace es el hijo mayor de Luthor Tyrell y de Olenna Redwyne. Está casado con Alerie Hightower y tiene cuatro hijos: Willas, Garlan, Loras y Margaery.
Lord Mace es descrito como un hombre de alrededor de 40 años, pasado de peso aunque todavía atractivo, de cabello castaño rizado y una barba canosa en forma de pica. Lord Mace suele alardear de ser un hábil comandante militar y de infligir la única derrota que sufrió Robert Baratheon, pero lo cierto es que el mérito de la victoria recaía sobre Lord Randyll Tarly ya que Mace llegó justo después de que la batalla finalizara. Lord Mace ejerce como cabeza visible de los Tyrell, aunque en realidad es su madre Olenna la que ejerce el poder en la sombra.
Al estallar la Guerra de los Cinco Reyes, Mace y los Tyrell se unen a Renly Baratheon y este nombra a Mace como Mano del Rey. Tras la muerte de Renly, los Tyrell no se alían con Stannis Baratheon, sino con Tywin Lannister, ayudando al rey Joffrey Baratheon en la Batalla del Aguasnegras. El rey Joffrey concede a Mace un puesto en el Consejo Privado y se compromete con su hija Margaery.
Como regalo de bodas, Mace concede a Joffrey un cáliz decorado con las grandes casas de Poniente, y cuando el rey es envenenado, ejerce como juez en el juicio contra Tyrion Lannister, acusado de su asesinato. Mace quería a Tyrion muerto ya que su hija Margaery pudo haber bebido de su vino envenenado.
Durante la regencia de Cersei Lannister, Mace acude con sus ejércitos a asediar Bastión de Tormentas, pero cuando se entera del arresto de Margaery, regresa a Desembarco del Rey dejando al mando del asedio a Lord Mathis Rowan. Al llegar a la capital, Mace se entera de que Margaery ya fue puesta bajo la custodia de Lord Randyll Tarly y él es nombrado Mano del Rey por el nuevo regente, Kevan Lannister. Para congraciarse con los Tyrell, Ser Kevan nombra también a Lord Tarly y a Lord Paxter Redwyne como Consejero de Leyes y Consejero de Barcos respectivamente, mientras que Mace agrega varios de sus hombres a la guardia de la ciudad y planea reconstruir la Torre de la Mano pero esta vez de un tamaño muy superior. Ser Kevan queda disgustado con el hambre de poder que demuestra tener Lord Mace.
En la serie de TV, Mace muere en el último episodio de la sexta temporada llamado Vientos de invierno, por causa de la explosión de fuego valyrio planeado por Cersei en el gran Septo de Baelor. Muere junto a sus hijos Loras y Margaery, el Gorrión Supremo, Kevan Lannister y muchas personas más.

### Alerie Hightower
Lady Alerie Hightower es la esposa de Mace Tyrell y madre de Willas, Garlan, Loras y Margaery. Es hija de Lord Leyton Hightower, el cabeza de la poderosa Casa Hightower.
Lady Alerie llega a Desembarco del Rey para asistir a la boda entre el rey Joffrey Baratheon y su hija Margaery. El personaje de Sansa Stark la describe como una mujer hermosa para su edad, con clase y actitud altiva.
Tras asistir al funeral de Lord Tywin Lannister, Lady Alerie regresa a Altojardín junto a su hijo Garlan y su suegra Lady Olenna.

### Willas Tyrell
Willas Tyrell es el hijo mayor de Lord Mace Tyrell y Lady Alerie Hightower, es el heredero de Altojardín. Willas es el hermano mayor de Garlan, Loras y Margaery. Es descrito como un hombre cercano a los 30 años, estudioso, culto, amable y de buen corazón, además de ser considerado uno de los mejores criadores de halcones y caballos de entre los Siete Reinos.
Durante su primer torneo, Willas luchó contra el príncipe Oberyn Martell, el cual lo desmontó de su caballo, pero en la caída su pierna quedó atrapada debajo del caballo dejándole tullido. Pese a que este incidente levantó gran enemistad entre las casas Tyrell y Martell, lo cierto es que Willas no le guarda rencor a Oberyn e incluso mantienen correspondencia debido a su mutua afición a la crianza de caballos. Debido a su discapacidad, Willas se centró en el desarrollo intelectual, considerándosele un líder más capaz que su padre.
Tras la alianza de los Tyrell con el Trono de Hierro, Willas permaneció gobernando Altojardín tras la marcha de su padre y hermanos a Desembarco del Rey. Su abuela Olenna planeó casarlo con Sansa Stark debido a los derechos que esta poseía sobre Invernalia, pero los Lannister se enteraron del plan y casaron a Sansa con Tyrion Lannister.

### Garlan Tyrell
Garlan Tyrell es el segundo hijo de Lord Mace Tyrell y Lady Alerie Hightower; hermano menor de Willas y mayor que Loras y Margaery. Garlan está casado con Leonette de la Casa Fossoway y es descrito como una versión más "alta y barbuda" de su hermano menor Loras. Es un excelente espadachín, pero su carácter bonachón y retraído, y su poca hambre de gloria, le hace menos carismático que su hermano.
Garlan era regordete en su infancia y juventud, es por ello que su hermano Willas le apodó El Galante para evitar mofas contra él. Siendo muy joven contrajo matrimonio con Leonette de Fossoway, una mujer de carácter alegre y amable.
Cuando los Tyrell se alían con los Lannister, Garlan participa en la Batalla del Aguasnegras y, por consejo de Petyr Baelish, viste la armadura del difunto Renly Baratheon, de esa manera durante la batalla todos pensaron que Renly seguía vivo. Durante el enfrentamiento mató a Ser Guyard Morrigen, un antiguo miembro de la Guardia Arcoíris de Renly. Tras la batalla, el rey Joffrey Baratheon recompensó a Garlan entregándole el señorío de Aguasclaras, el antiguo bastión de la Casa Florent, ahora exiliada.
Durante la boda entre Tyrion Lannister y Sansa Stark, Garlan bailó con Sansa y trató de animarla. También charló de forma cordial con Tyrion durante la boda entre su hermana Margaery y el rey Joffrey.
Garlan parte a tomar su bastión de Aguasclaras, que aún se halla bajo ocupación de los Florent, pero pronto se entera de que los hombres del hierro atacan las Islas Escudo, de modo que solicita la flota de Lord Paxter Redwyne para liderar la contraofensiva.

### Garth Tyrell
Garth Tyrell, también conocido como Garth el Grosero, es tío de Lord Mace Tyrell. Ejerce como Alto Senescal de Altojardín desde los años que gobernaba su hermano, el difunto Lord Luthor Tyrell. Es conocido por padecer de flatulencia.
Garth acude a Desembarco del Rey para asistir a la boda del rey Joffrey Baratheon con su sobrina-nieta Margaery. Tras la muerte de Lord Tywin Lannister, Lord Mace le propone a Cersei Lannister, la nueva Regente, que Garth ocupe el cargo de Consejero de la Moneda, a lo que Cersei se niega para evitar que los Tyrell tengan una mayor influencia en el Consejo Privado. En su lugar decide nombrar a Gyles Rosby.

## Miembros históricos

### Casa Gardener
- Garth I: Primer Rey del Dominio, hijo mayor del legendario Garth Manoverde. Garth empezó la construcción de lo que sería Altojardín. Los demás hijos de Garth Manoverde le jurarían lealtad.

- Garth III el Grande: Rey del Dominio que sometió a la Casa Rowan de Sotodeoro, a la Casa Oakheart de Roble Viejo y a la Casa Crane de Lago Rojo.

- Gyles I el Desafortunado: Rey del Dominio que llegó a saquear Antigua, pero falleció cuando asediaba El Faro, el bastión de la Casa Hightower.

- Garland II el Prometido: Rey del Dominio que consiguió la lealtad de la Casa Hightower al casar a su hija con el rey Lymond Hightower y casarse él mismo con una de sus hijas.

- Gwayne III el Gordo: Rey del Dominio que logró someter a las Casas Peake y Manderly de forma pacífica.

- Meryn III: Rey del Dominio que logró someter a la Casa Redwyne de El Rejo.

- Garth VII Manodeoro: Considerado el mejor Rey del Dominio, gobernó durante 81 años. Colonizó las Islas Escudo como medio de defensa contra los Hombres del Hierro. Logró mantener la paz en su reino sembrando la discordia entre sus enemigos.

- Gwayne IV el Pío: Rey del Dominio, tuvo que hacer frente a las primeras invasiones de los Ándalos, buscando la ayuda de los Hijos del Bosque.

- Mern II el Albañil: Rey del Dominio, ante el peligro que suponían los Ándalos comenzó a construir muros en Altojardín y ordenó a sus vasallos que hicieran lo mismo.

- Mern III el Loco: Rey del Dominio que obtuvo su apodo por buscar la ayuda de una bruja que decía poder levantar ejércitos de muertos para luchar contra los Ándalos.

- Garth IX: Rey del Dominio, fue el primero de los Tres Reyes Sabios. En lugar de combatir a los Ándalos les acogió con confianza e inició la construcción de septos.

- Merle I: Hijo y sucesor de Garth IX, fue denominado uno de los Tres Reyes Sabios. Patrocinó la construcción de septos en el Dominio e introdujo caballeros Ándalos en su círculo.

- Gwayne V: Hijo y sucesor de Merle I, fue el último de los Tres Reyes Sabios. Fue el primer rey en nacer en la Fe de los Siete y ser nombrado caballero.

- Gyles III: Rey del Dominio que lanzó una invasión sobre las Tierras de Tormentas. Sus campañas provocaron una guerra con tres reyes dornienses y dos de las Tierras de los Ríos.

- Garth X Barbagrís: Rey del Dominio, su vanidad y simplicidad hicieron de él un rey pésimo. Debido a que carecía de herederos, estalló una guerra civil sucesoria que sumió al Dominio en la anarquía.

- Mern VI: Primo segundo del rey Garth X, Mern ascendió al trono después de una guerra civil sucesoria que asoló el Dominio. Mern reconstruyó Altojardín y recompensó a la Casa Tyrell por su lealtad.

- Garth XI el Pintor: Rey del Dominio, dirigió campañas de represalia contra Dorne por el saqueo de Altojardín.

- Garland VI: Rey del Dominio, debido a que cuando se convirtió en rey solo era un niño, ejerció la Regencia un miembro de la Casa Tyrell.

- Perceon III: Rey del Dominio que exilió a la Casa Manderly.

- Garse VII: Rey del Dominio que murió a manos de Argilac el Arrogante, último Rey Tormenta, en la Batalla de Campoestivo.

- Mern IX: Último Rey del Dominio y cabeza de la Casa Gardener. Mern se alió con el rey Loren de la Roca para combatir a Aegon el Conquistador. En la Batalla del Campo de Fuego, Mern murió calcinado por los dragones de Aegon junto a todo su linaje.

### Casa Tyrell
- Alester Tyrell: caballero Ándalo que fundó la Casa Tyrell cuando el rey Gwayne V Gardener le otorgó el título de ser.

- - Gareth Tyrell: segundo hijo de Alester Tyrell al que los Gardener le otorgaron el título de Gran Mayordomo de Altojardín.

- Osmund Tyrell: Gran Mayordomo de Altojardín que terminó con la anarquía en el Dominio al coronar a Mern VI Gardener y derrotar a las Casas Peake y Manderly.

- - Robert Tyrell: hijo de Osmund, fue Gran Mayordomo de Altojardín. El rey Mern VI le concedió la mano de una de sus hijas, lo que permitió posteriormente a los Tyrell reclamar Altojardín y el señorío del Dominio.

- -     - Lorent Tyrell: hijo de Robert, fue Gran Mayordomo de Altojardín. Ayudó al rey Mern VI a reconstruir el Dominio tras la guerra civil instigada por las Casas Peake y Manderly que asoló el reino.

- Harlen Tyrell: último Gran Mayordomo de Altojardín, rindió la fortaleza a Aegon el Conquistador, el cual le otorgó el señorío sobre Altojardín y el Dominio. Lord Harlen falleció en la invasión sobre Dorne en el año 5 DC.

- - Theo Tyrell: hijo de lord Harlen, tuvo que lidiar con las peticiones de otras Casas que reclamaron Altojardín.

- Matthos Tyrell: señor de Altojardín durante el reinado de Jaehaerys I Targaryen, asistió al Gran Consejo del año 101 DC donde impresionó por su gran séquito.

- Lyonel Tyrell: señor de Altojardín durante la Danza de los Dragones, al ser un niño ejerció la Regencia su madre. Lord Lyonel comandó los ejércitos que invadieron Dorne bajo el reinado de Daeron I Targaryen. Su muerte desencadenó la rebelión de Dorne.

- Leo Tyrell «Largaespina»: señor de Altojardín durante el reinado de Daeron II Targaryen. Falleció de causas naturales.

- Luthor Tyrell: señor de Altojardín durante el reinado de Aerys II Targaryen, fue el padre de Mace Tyrell. Falleció mientras practicaba cetrería.

- Datos: Q1410916
- Multimedia: House Tyrell / Q1410916